# Wulfsmoor
Wulfsmoor er en by og kommune i det nordlige Tyskland, beliggende i Amt Kellinghusen i den nordøstlige del af Kreis Steinburg. Kreis Steinburg ligger i den sydvestlige del af delstaten Slesvig-Holsten.

## Geografi
Wulfsmoor ligger 5 km syd for Kellinghusen ved Bundesstraße B206 fra Itzehoe mod Bad Bramstedt og ved jernbanen fra Elmshorn mod Neumünster (Hamborg - Kiel). En del af Breitenburger Moor ligger i kommunens område.
I kommunen ligger bebyggelsen Siebenecksknöll.